# Teddy (nouvelle)
Teddy est une nouvelle de l'écrivain américain J. D. Salinger, publiée le 31 janvier 1953 dans le magazine littéraire The New Yorker, et republié la même année dans le recueil de nouvelles Nine Stories. 

## Résumé
Le personnage principal de l'histoire est un enfant prodige du nom de Teddy McArdle. Il revient d'un voyage avec son père, sa mère et sa jeune sœur en Angleterre. Le récit se compose des conversations que le jeune garçon a, sur la philosophie et la religion, avec un étudiant du nom de Nicholson, sur le pont du bateau.